# کوزلوو
کوزلوو (به بلغاری: Kozlevo) یک منطقهٔ مسکونی در بلغارستان است که در شهرستان کیرکوفو واقع شده‌است.